# يوي مينامي
يوي مينامي (باليابانية: 南結衣؛ بالكانا: みなみ ゆい) هي عارضة وتارينتو يابانية، ولدت في 5 أغسطس 1990 في سايتاما في اليابان.